# Utricularia densiflora
Utricularia densiflora är en tätörtsväxtart som beskrevs av Baleeiro och C.P.Bove. Utricularia densiflora ingår i släktet bläddror, och familjen tätörtsväxter. Inga underarter finns listade i Catalogue of Life.